# Раисино
Раисино — село в Убинском районе Новосибирской области. Административный центр Раисинского сельсовета.
Расположено в 14 км к юго-западу от села Убинское и в 210 км к западу от Новосибирска.

## Население
| 2002 | 2007  | 2010  |
| ---- | ----- | ----- |
| 2616 | ↘1035 | ↗2240 |

## История
Раисино образовалось в 1893—1895 годах и называлось Участком Лукашинским (по имени первого поселенца Луки). В то время село относилось к Убинской волости Каинского уезда Томской губернии. В первые годы образования в деревне было 6—10 дворов.
В 1907 году Раисино пережило резкий рост населения, поскольку в России в то время была объявлена столыпинская реформа, под которой подразумевалось, что безземельным и малоземельным крестьянам дано право занимать необжитые земли. Крестьяне средней полосы, Украины, Белоруссии ехали в Сибирь, привлечённые свободной землёй и правительственными субсидиями. Они доезжали по железной дороге до Новониколаевска (ныне Новосибирск), являлись к волостному старосте и получали свои места жительства. Так постепенно заселялось село.
В селе была церковь, закрытая в 1933 году. Теперь на её месте Дом культуры.
В 1918 году село на некоторое время заняли колчаковцы.
После революции село стало называться Раисино. Существует три версии названия села. По одной из них недалеко от села протекала маленькая речка Раиска, по её имени и назвали село. По другой, когда через село проходили колчаковцы, то ими была зарублена девушка по имени Раиса. По третьей, владелец земли, на которой позже и возникло село, завещал её своей дочери Раисе.
В середине 1920-х годов в селе был построен маслозавод. В 1937 году его объединили с Убинским маслозаводом.
В 1931—1932 годах после объединения колхозов «Красный Май» и имени Кирова появился колхоз имени Кирова. Первым председателем был Соболенко Михаил Степанович. В эти годы началось строительство столбовой дороги до села Убинское. Руководил строительством Андрей Николаевич Тарусюк. В 1933—1934 годах в селе появился грузовой автомобиль. Чуть позже появился и первый трактор.
В 1958 году в селе Раисино на месте бывшей Кирилловской ЛМС, впоследствии ставшей ремонтно-технической станцией (РТС) началось строительство колонии для осужденных. Приказом начальника УВД Исполнительного комитета Новосибирского областного Совета депутатов трудящихся от 12 января 1959 г. № 03 «Об открытии исправительно-трудовой колонии № 13 и объявлении штата указанной колонии» в целях улучшения размещения, трудоиспользования заключённых и в соответствии с планом по труду на базе участка ИТК № 9 в деревне Раисино Убинского района открыть ИТК № 13 общего режима с последующим наполнением осужденных до 500 человек. В январе 1959 года поступили первые осужденные в количестве 22 человек. С 1958 по 1963 год в колонии содержался спецконтингент общего режима. С 1963 по 1968 год содержались осужденные строгого режима. С 1968 и по 2004 год содержались осужденные особого режима. С 2004 по 2012 год содержались осужденные особого и строгого режима. В 2007 год в связи с введением новых альтернативных видов наказания введен в действие участок колонии-поселения на 63 места.

## Школа
Точного времени открытия первой школы в Раисино не установлено, но известно, что в селе ещё до Великой Отечественной войны работала семилетняя школа. В 1953 году она была реорганизована в восьмилетнюю, а с 1 августа 1976 года стала десятиклассной. В 1977 году школа стала располагаться в нынешнем двухэтажном здании по адресу улица Кирова, дом 74.
За 30 лет школу окончили 607 человек. Раисинская школа принимала участие в межрегиональном конкурсе «Сто престижных школ России». По итогам конкурса, школа получила диплом лауреата и медаль с логотипом.
Структурным подразделением школы является детский сад «Непоседы», открытый в 2008 году в бывшем здании школы.

## ФКУ ИК-13
В настоящее время в ФКУ ИК-13 ГУФСИН России по Новосибирской области работает 248 человек, из них гражданского персонала — 44 человека. На территории колонии действует котельная, которая отапливает многоквартирные дома, выросшие за эти годы здесь же вокруг колонии, в которых живут сотрудники и бывшие работники колонии, пенсионеры.